# 查尔斯·麦克伯尼
查尔斯·麦克伯尼（Charles McBurney，1845年2月17日—1913年11月7日），美国外科医生。出生于马塞诸塞，1866年获哈佛大学文学士学位，1870年获纽约内外科医院医学博士学位。之后去欧洲学习两年。1880年进入贝尔维尤医院外科。1888年成为罗斯福医院外科主任。1889年他发现了麦克伯尼氏点（麦氏点，McBurney point）——急性阑尾炎中压痛最明显处。1894年报告了阑尾切除术条状切口——麦克伯尼氏切口（麦氏切口，McBurney incision），虽然这个切口之前已由麦克阿瑟发现。麦克伯尼于医学教育上亦有极大贡献。